# Ptilodus
Lo ptilodo (gen. Ptilodus) è un piccolo mammifero estinto, appartenente all'ordine arcaico dei multitubercolati. Visse nel Paleocene (tra 62 e 58 milioni di anni fa) in Nordamerica.

## Un falso scoiattolo
Rispetto ai suoi parenti, lo ptilodo poteva raggiungere dimensioni ragguardevoli (30 - 50 centimetri di lunghezza), più o meno la taglia di un grosso scoiattolo, animale che ricordava anche nell'aspetto e probabilmente nel modo di vita: le zampe, i piedi e la lunga coda prensile suggeriscono che questo animale fosse un buon arrampicatore.

## Specie

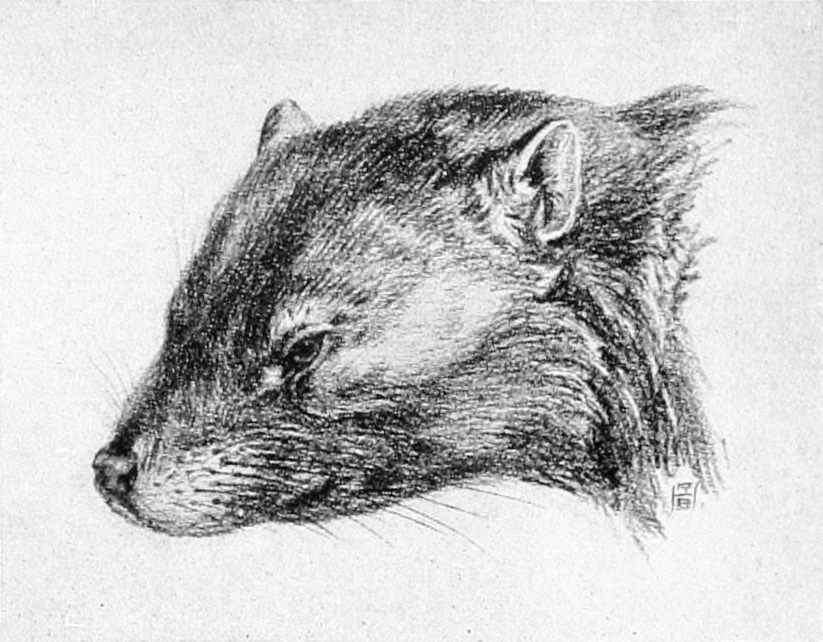
Ricostruzione della testa di Ptilodus

Il genere Ptilodus venne descritto dal famoso paleontologo Edward Drinker Cope nel 1881, ma si creò una confusione tassonomica con altri generi di multitubercolati (Chirox, Ectypodus e Neoplagiaulax). In ogni caso, attualmente vengono riconosciute sette specie di ptilodo.
Tra queste, la specie Ptilodus gnomus era la più piccola del genere (come indica il nome), ed è conosciuta principalmente per una notevole quantità di denti fossili. Gli scheletri più completi appartengono alle specie Ptilodus wyomingensis e Ptilodus montanus. Quest'ultima era anche una delle specie più grandi, e poteva pesare 650 grammi. Un calco endocranico ottenuto da un esemplare di questa specie indica che l'animale doveva avere un senso dell'olfatto molto sviluppato.

## Bibliografia

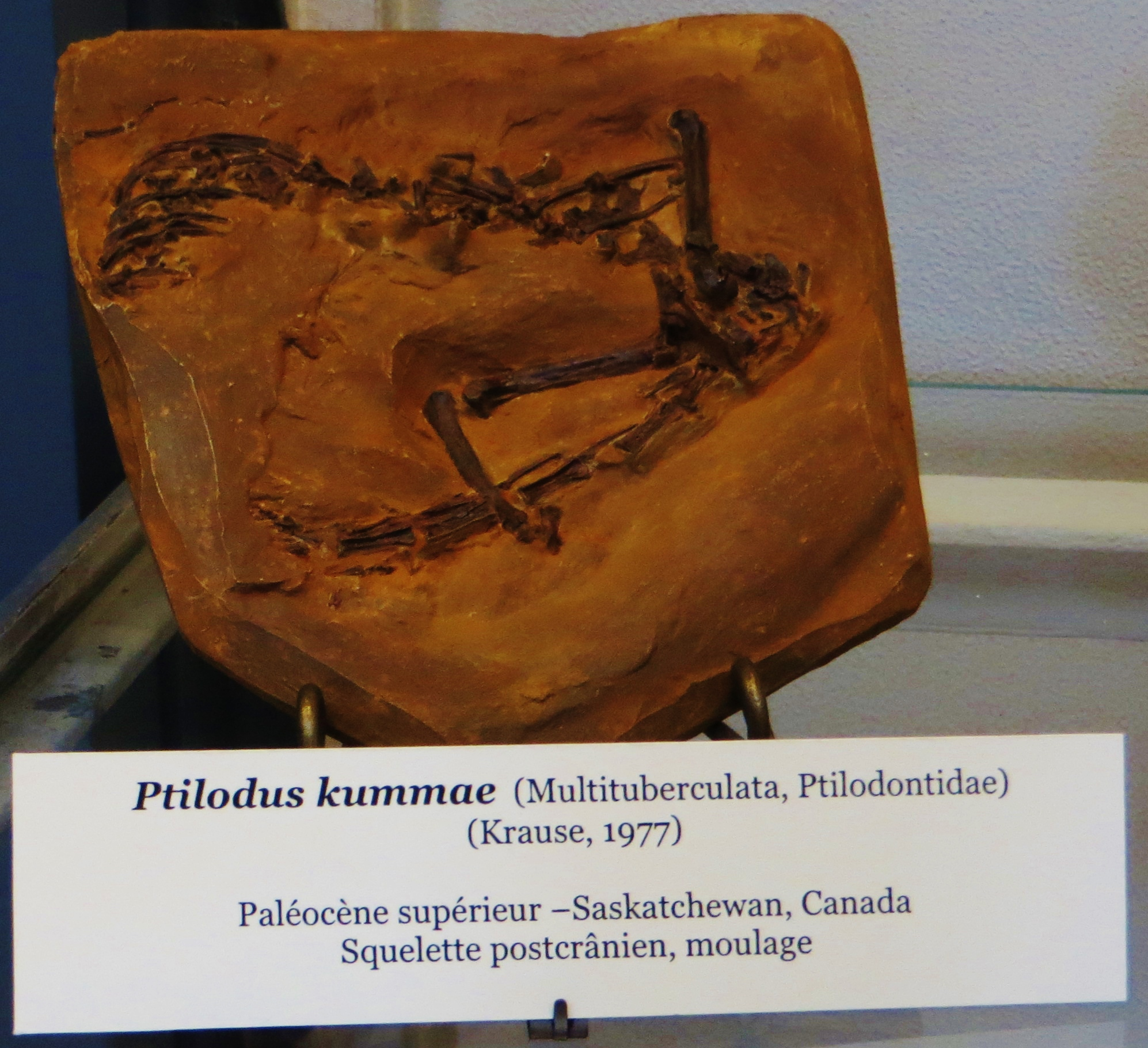
Scheletro di Ptilodus kummae